# Kasindo
Kasindo (en serbe cyrillique : Касиндо) est un village de Bosnie-Herzégovine. Il est situé sur le territoire de la ville d'Istočno Sarajevo, dans la municipalité d'Istočna Ilidža et dans la république serbe de Bosnie. Selon les premiers résultats du recensement bosnien de 2013, il compte 578 habitants.

## Géographie
Le village est situé au bord de la Kasindolska rijeka (la « rivière de Kasindo »).

## Démographie

### Évolution historique de la population dans la localité
| 1948 | 1953 | 1961 | 1971  | 1981 | 1991 | 2013 |
| ---- | ---- | ---- | ----- | ---- | ---- | ---- |
| -    | -    | 645  | 1 005 | 887  | 911  | 578  |

|  |

### Communauté locale
En 1991, la communauté locale de Kasindo comptait 1 704 habitants, répartis de la manière suivante :